# Iljinskij (sopka)
Iljinskij (rusky Ильинский) je v současnosti neaktivní stratovulkán, nacházející se v jižní části poloostrova Kamčatka, na severovýchodním okraji Kurilského jezera. Sopka leží na starší kaldeře s průměrem 4 km a vznikla asi před 7600 lety během mohutné erupce, která vytvořila i současnou podobu Kurilského jezera. Další větší erupce proběhly před 4850 a 2000 lety. Jediná historicky zaznamenaná erupce se odehrála v roce 1901, šlo o menší podzemní erupci z parazitického kráteru na východním svahu.
Západní svah vulkánu je pokryt četnými parazitickými krátery, na východním se nachází pouze výše zmíněný jeden kráter. Z geologického hlediska se sopka skládá z mnoha různých hornin, od čedičů přes andezity až po dacity. Nachází se zde vrstvy tefry i lávové proudy.